# 百済王慈敬
百済王 慈敬（くだらのこにきし じきょう）は、奈良時代の貴族。官位は正五位下・宮内大輔。

## 経歴
天平7年（735年）従五位下に叙爵する。
天平12年（740年）聖武天皇の難波宮行幸において百済王の一族が風俗楽を演奏したことに対する功で従五位上に進み、翌天平13年（741年）宮内大輔に任ぜられる。天平16年（744年）に聖武天皇が安曇江（現在の大阪市北区野崎町近辺）に行幸した際にも百済楽を奏して他の一族と共に叙位を受け、慈敬は正五位下に叙された。

## 官歴
『続日本紀』による。
- 時期不詳：正六位上
- 天平7年（735年） 4月23日：従五位下
- 天平12年（740年） 2月19日：従五位上
- 天平13年（741年） 8月9日：宮内大輔
- 天平16年（744年） 2月22日：正五位下